# ديلماس غوش
ديلماس غوش (بالإنجليزية: Delmas Gooch)‏ هو لاعب كرة قدم أمريكية أمريكي، ولد في 10 مارس 1905 في باترسون في الولايات المتحدة، وتوفي في 1968.